# Volkswagen Arena Istanbul

Volkswagen Arena Istanbul este o arenă multifuncțională, acoperită, situată în Istanbul, Turcia. Arena poate fi utilizată pentru a găzdui evenimente în direct cum ar fi concerte, spectacole de modă, ceremonii de acordare a premiilor, spectacole de dans și teatru, jocuri de baschet, precum și alte evenimente sportive. Capacitatea arenei variază de la 4.500 la 5.800 locuri, în funcție de configurațiile diferite pentru diverse evenimente, precum și o combinație de așezarea a scaunelor, de locuri în picioare sau a lojelor VIP.  Capacitatea arenei pentru jocurile de baschet este de 5.240 de locuri.
Arena este parte a complexului cultural UNIQ din Istanbul  situat în Maslak, Istanbul, și care include, de asemenea, birouri, o sală cu multiple utilizări care are 1.200 de locuri, si locuri de vizitare: locuri de mâncare, vile istorice, locuri de expoziție și spații comerciale.
Arena dispune de o parcare de 1.200 de locuri, 24 cabine private și 88 de loje VIP.

## Istorie
Volkswagen Arena Istanbul a fost deschisă în anul 2014. În noiembrie 2015, arena a fost inaugurată oficial ca arena unde clubul turc de baschet Darüșșafaka S.K. joacă meciurile de acasă din Euroligă.